# Räddningsstation Lönnånger

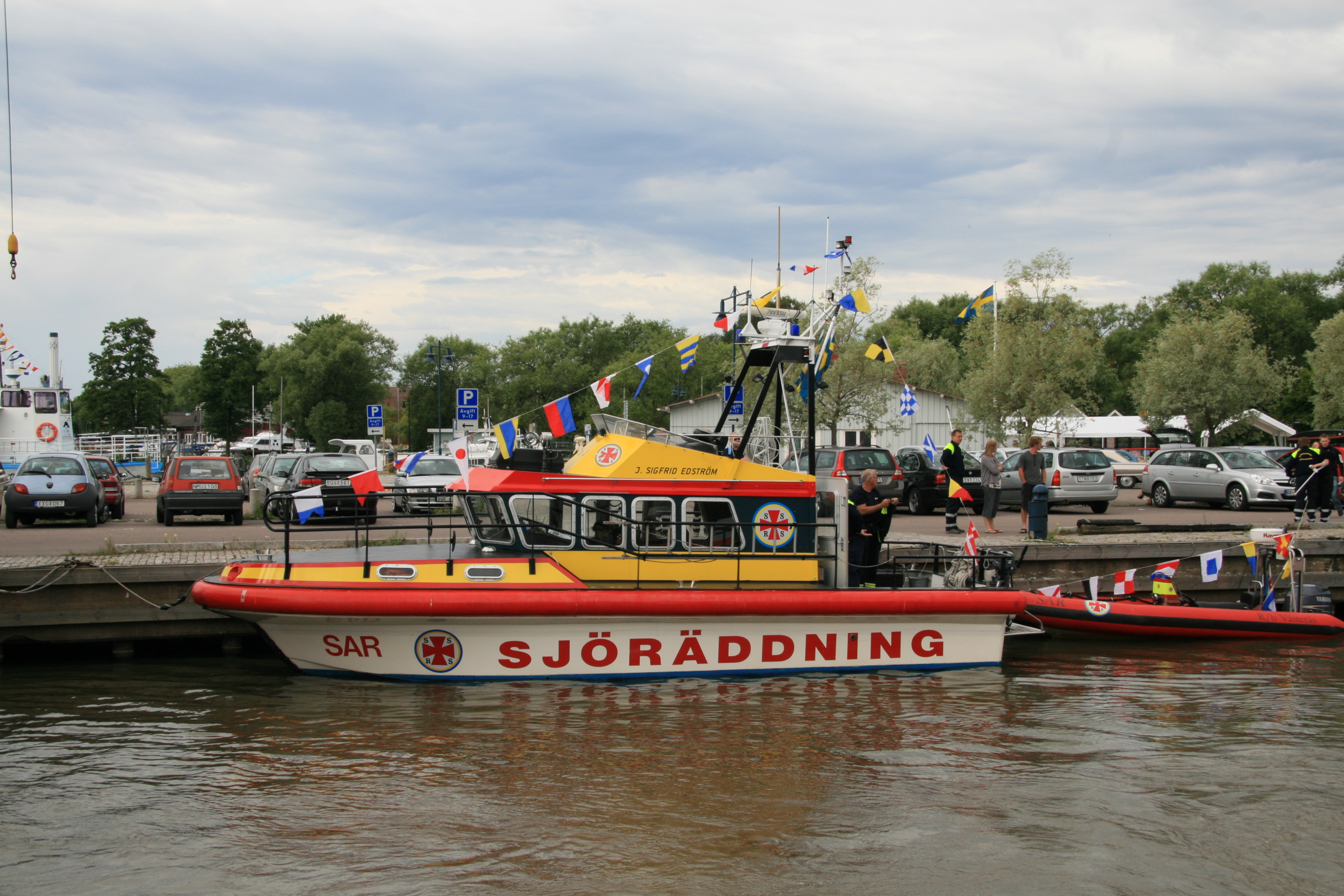
Rescue J Sigfrid Edström, systerfartyg till Rescue Folke Östman

Räddningsstation Lönnånger är en av Sjöräddningssällskapets räddningsstationer.
Räddningsstation Lönnånger ligger i Lönnånger. Den inrättades 2001 och har 14 frivilliga. 

## Räddningsfarkoster
- 12-09 Gustaf B. Thordén, ett 11,8 meter långt täckt räddningsfartyg av Victoriaklass, byggd 1999
- Rescue Hedvig av Gunnel Larssonklass, byggd 2007

## Tidigare räddningsfarkoster
- 7- Rescue Catharina af Marstrand, en 7,0 meter lång Pacific 23 ribbåt med vattenjetdrift, byggd 1994

- Rescue Folke Östman av Eskortenklass. Hon byggdes 1989  och var tidigare på Räddningsstation Möja 1989-1990, därefter på Räddningsstation Öregrund till 2001, Räddningsstation Fårösund till 2002 och i Lönnåker från oktober 2002.